# Колмаков, Семён Спиридонович
Семён Спиридо́нович Колмако́в (14 сентября 1929 - 11 августа 2000) — советский государственный и хозяйственный деятель.

## Образование
- 1961 год — окончил Иркутский финансово-экономический институт
- 1971 год — Московский институт народного хозяйства

## Биография
Родился в семье крестьянина.
- 1942—1944 — ученик счетовода, счетовод в с. Петропавловка Джидинского айтмака.
- 1944—1946 — бухгалтер Джидинского дорожного отдела.
- 1946—1950 — бухгалтер-ревизор, главный бухгалтер дорожного управления при Совете министров Бурятской АССР.
- 1950—1951 — бухгалтер, главный бухгалтер отдела снабжения строительно-монтажной конторы Государственного союзного треста № 54 Министерства нефтяной промышленности СССР, г. Сайншанд в Монголии.
- 1951—1954 — заместитель главного бухгалтера конторы железнодорожного транспорта комбината № 16 Министерства нефтяной промышленности СССР, г. Ангарск.
- 1954—1955 — заместитель главного бухгалтера завода № 6 Министерства нефтяной промышленности СССР, г. Ангарск..
- 1955—1957 — заместитель главного бухгалтера комбината № 16 Министерства нефтяной промышленности СССР, г. Ангарск.
- 1957—1959 — заместитель главного бухгалтера Иркутского совнархоза.
- 1959—1960 — главный бухгалтер управления химической и нефтеперерабатывающей промышленности Иркутского СНХ.
- 1960—1962 — главный бухгалтер Иркутского СНХ.
- 1962—1963 — начальник финансового отдела Иркутского СНХ.
- 1963—1964 — начальник финансового управления Восточно-сибирского СНХ.
- 1964—1966 — в ГДР: заместитель главного бухгалтера по капитальному строительству и геологии разведки, начальник планово-экономического отдела п/я 1051.
- 1966—1968 — заместитель начальника финансового управления Министерства нефтяной промышленности СССР.
- 1968—1982 — начальник управления бухгалтерского учета и отчетности — главный бухгалтер, начальник финансового управления Госснаба СССР.
- 1982—1987 — заместитель, первый заместитель, и. о. председателя (с 1985) Государственного комитета СССР по обеспечению нефтепродуктами.
- 1987—1989 — начальник сводного планово-экономического управления Госснаба СССР.
- С июня 1989 года персональный пенсионер союзного значения.
- Скончался 11 августа 2000[1].

## Награды
- орден Трудового Красного Знамени
- орден Дружбы народов